# Marco Acosta
Marco Acosta ocupó interinamente el cargo de gobernador del antes Territorio Nacional de Misiones.

## Biografía
Ya que los gobernadores eran designados por decreto presidencial, en muchos casos las designaciones se hacían fuera de término, por lo que la fecha de fin de mandato de un gobernador no combinaba con la del comienzo del sucesor. Para cubrir este intervalo se designaba interinamente a algún funcionario de la Casa de Gobierno.
Acosta cumplía funciones en la Casa de Gobierno en Posadas y debió reemplazar al doctor Justino Solari, quien era titular en la administración del territorio, asumiendo el cargo como gobernador interino entre el 31 de mayo de 1911 y el 8 de julio de ese año.